# 140 децибелів тиші
140 децибелів тиші – повість українського письменника Андрія Бачинського, опублікована у 2015 року у Видавництві Старого Лева.

## Історія створення
Незважаючи на те, що ідея книги народилася й перебувала з автором кілька років, вона була написана за два тижні. За словами А. Бачинського, він «насправді їздив в інтернат, спілкувався з вчителями і дітьми. Тому книга – про справжніх і справжнє».

## Персонажі
- Сергій Петрина, п’ятикласник, який через аварію втратив родину, голос та слух;
- Наталья Іванівна, вихователька, в інтернаті;
- Микола Павлович, вчитель-сурдолог;
- Василь Степанович, директор інтернату;
- Яринка, шестирічна дівчинка, подруга Сергія;
- Вадим Андрійович, професор права, викладач університету.

## Сюжет
Під час подорожі, автомобіль, в якому знаходилась родина Сергія Петрини: його батьки та молодша сестра, потрапляє в автокатастрофу. Родина Сергія гине, а він опиняється в лікарні. Через два місяці він одужує, але втрачає голос та слух. Через відмову дядька від виховання та відсутність інших рідних, його направляють до спецінтернату для дітей з вадами слуху. Його вихованням та навчанням займаються вихователька Наталья Іванівна та сурдолог Микола Павлович. Сергій важко переживає втрату родини та з відчаю невдало пробує втекти з інтернату.
Через деякий час до інтернату потрапляє шестирічна Яринка, батько якої вбив матір та засуджений до ув’язнення. 
Невдовзі Яринка, яка нагадує Сергію сестру, стає його подругою.
На Новий рік, коли вихованці інтернату роз’їхались по домівках, Сергій та Яринка, які не мали батьків, залишились та святкували разом із Миколою Павловичем. 
Побачивши у залі інтернату фортепіано, Сергій почав грати, а Яринка, ніби почувши музику, жестами прохала продовжувати гру.
Після зимових канікул вражений Микола Павлович розповів про подію директорові. Василь Степанович, переймаючись подальшою долею хлопчика, згадав Бетховена, котрий незважаючи на втрату слуху, писав музику та диригував.
Через деякий час батько Яринки звільняється від подальшого відбування покарання та забирає її з інтернату. 
Сергій втікає, аби забрати Яринку, але, переплутавши потяги, замість Івано-Франківська потрапляє до Львова та через обставини опиняється у банді привокзальних злодіїв. 
З часом йому вдається втекти і він блукає вулицями міста. На Ринковій площі він бачить фортепіано та починає грати. Вражений грою, чоловік, який виявляється викладачем університету на ім’я Вадим Андрійович, запрошує Сергія до себе та знайомиться з його історією. Намагаючись допомогти, він звертається до знайомого адвоката. Поки вони з’ясовують всі обставини справи, Сергій, злякавшись можливого повернення до інтернату, тікає з квартири професора та їде до Яринчиного села.   
В цей час Микола Павлович, порадившись із директором інтернату, побоюючись за долю дівчинки, також прямує до Яринки. В цьому ж напрямку вирушає й професор.
Зрештою, віднайшовши хату, Сергій зустрічає Миколу Павловича, якого на порозі будинку починає бити Яринчин батько. Під час бійки, від гасової лампи згорає хата, але сусіди рятують дівчинку.
Сергій із Яринкою повертаються до інтернату. 
Після лікування у Києві Сергію вертається слух, а Яринка починає розмовляти. 
Невдовзі вони беруть участь у концерті до Дня вчителя.

## Сприйняття
Після публікації книга отримала переважно схвальні відгуки. За рецензією Проекту «Простір української дитячої книги»: «У  невеликій за обсягом повісті, письменник зачіпає безліч проблем і напрочуд реалістично змальовує ситуацію, у який опиняються люди з особливими потребами…».
Цей відгук співзвучний зі словами письменниці Світлани Пиркало, яка зазначила, що книга «140 децибелів тиші» змушує читача «…замислитися над тим, як в Україні живуть і адаптуються люди з вадами слуху та і з будь-якими вадами…».

## Відзнаки
У 2015 році книга була обрана переможцем у номінації «Дитяча Книга року BBC- 2015».